# Портрет молодої венеційки (1505)
«Портрет молодої венеційки» — невеликий бюст, намальваний олією на дерев'яній панелі із в'яза, авторства німецького художника Альбрехта Дюрера. Портрет був виконаний разом із низкою інших портретів аристократії під час його другого візиту до Італії.

## Опис
Жінка вбрана у сукню з візерунком і зав'язаними рукавами. Її волосся обрамляють її обличчя з обох сторін і спадає м'якими хвилями, а волосся на спині обмежені невеликою шапочкою.
Ніжність і гармонійність портрету досяганута завдяки поєднанню тонів — від блідої, витонченої шкіри дівчини та рудувато-русявого волосся до контрастного намиста та модної в той час сукні. Все це чудово виділяється на плоскому чорному тлі. Цей портрет схожий за позою та кольоровою гамою, на його більш пізню роботу 1507 року Німецька жінка з Венеції. Також відомо щонайменше це два портрета венеційок, які є досить сміливими на той час. На одному з них модель зображена з опушеним декольте, на іншому — з оголеними плечима.

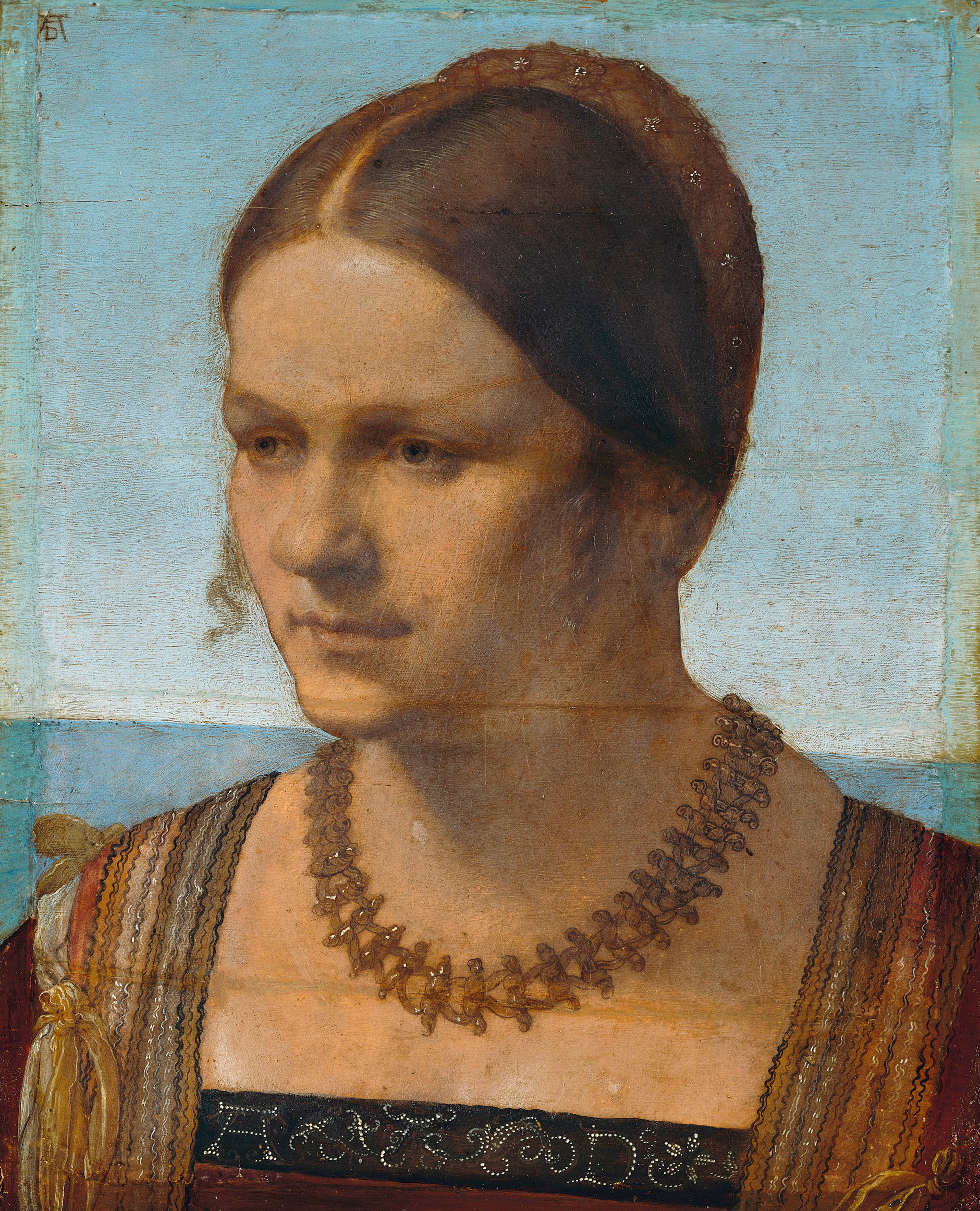
Німецька жінка у Венеції, c 1507. Музей Далема, Берлін.

Під час візиту в Італію Дюрер захопився та заприятелював з Джованні Белліні, на той час досить відомим майстром. Вплив франконівського художника можна простежити у багатьох роботах Дюрера, але насамперед його видно у м'якому моделюванні, драматичному освітленні та яскравих кольорах та тонах харакерних для робіт.
Цей твір не ідентифікували як роботу Дюрера, до того часу, поки він не був знайдений у приватній литовській колекції в 1923 році. Ідентичність втрачається; однак з такою зачіскою та вбранням вона здається венеційкою, а не німкеню Проте, портрет є незавершеним, а низка елементів недописані. Так, помітно чорний лук над її грудьми, що не так добре описаний, як картина загалом.
«Портрет молодої венеційки» послугував зразком для створення зовнішнього вигляду Софії Сартор, персонажу відеогри Assassin's Creed: Revelations.